# 蔡阿嘎資深員工AB合約背叛事件
蔡阿嘎資深員工AB合約背叛事件指2024年臺灣知名網紅蔡阿嘎工作室所聘用之資深員工涉嫌利用「AB合約」手法，私吞公司收入、擅自使用公司名義牟取私利、霸凌同事等一系列不法行為，造成公司嚴重損失，最終導致其遭解聘並引發多起法律訴訟的事件。該事件經媒體披露後，迅速成為社會關注的焦點，涉及職場倫理、網紅產業管理及企業內部治理等多方面議題。

## 事件發展

### 2023年
4月10日，蔡阿嘎在其 YouTube 頻道「蔡阿嘎 Life」上發布了一段影片，內容展示資深員工蘿拉家中床底下存放多個奢侈品牌愛馬仕包包，據估計總價值可能達數百萬元新台幣。該影片發布後引起部分網友和媒體的關注，討論焦點集中在影片所呈現的物品收藏和其個人生活風格。

### 2024年
6月6日，蔡阿嘎工作室透過萬國法律事務所發布聲明，稱因旗下資深員工林沛蓁（暱稱蘿拉）的不法行為造成公司嚴重損失，宣布將其解聘。聲明指出，蘿拉已與公司無任何關係，不得再以公司名義進行任何活動，並稱蔡阿嘎與公司同仁事前於她的行為一無所知，已委託律師處理後續法律程序。由於萬國法律事務所因其高昂的收費和處理重大案件的豐富經驗而著稱，包括曾代表多位知名公眾人物，如演藝圈的明星和企業界的重要人物。因此，有網友認為，聲明提到的不法行為可能很嚴重。有同業表示，蘿拉過去的工作態度差且明顯有失專業，甚至經常與合作對象發生衝突，因此對她被開除並不意外。
7月4日，經歷一個月的聯繫廠商客戶、整頓公司內部制度及法律程序後，蔡阿嘎夫婦與攝影師蔡宗翰發布影片，說明事情的始末。在影片中揭露，蘿拉通過AB合約的手法，私吞公司收入達上千萬新臺幣，受害廠商多達20多家。此外，她還在未經當事人允許的情況下，擅自利用蔡阿嘎的名義，向廠商索要大量公關品，這些公關品包括家電和醫美等高金額商品，以供私用。蘿拉還詆毀老闆和同事，抬高自己的地位，強調廠商只能與她合作。蔡阿嘎進一步說明，蘿拉光是年薪不含福利就有約200萬，並享有獨立辦公室、彈性的上班時間以及隨時可以異地辦公的特權，否認了待遇不好的動機。儘管如此，蘿拉對此毫無悔意，也沒有道歉，反而直接退出了群組。
7月5日，蔡阿嘎粉絲專頁宣布復聘已離職的員工周穎謙（暱稱耶嫩），讓他接替蘿拉被解雇留下的職缺。目前，蔡阿嘎等大頭佛娛樂有限公司人員在影片中提及蘿拉時大多拒絕直呼她的本名，而是以「前員工」代稱之。
7月18日，耶嫩回任後也在Podcast中表示，蘿拉對他常有惡意排擠、職場霸凌等行為，平常卻又在老闆與老闆娘面前裝作一副待人和善的模樣，自己當初也是無法忍受她的惡劣行徑才決定向公司請辭。
11月，蔡阿嘎以蘿拉曾簽署公證書，承認不法所得，卻一再拒絕償還所積欠之債務為由，向臺灣新北地方法院聲請依法扣押其名下財產，並同時聲請強制執行獲准。
12月30日，蔡阿嘎指派其員工為公司代表，以債權人身分與新北地方法院所派遣之司法事務官及新北市政府警察局蘆洲分局警員共同前往蘿拉於新北市蘆洲區的租屋處進行強制執行。隨後警方意外在租屋處搜出二級毒品「依托咪酯」（俗稱喪屍煙彈），立即將當時在場之蘿拉本人與另一正在吸食毒品之郭姓男子依法逮捕，並依《毒品危害防制條例》規定移送新北地檢署偵辦。
12月31日，蘿拉於其個人Instagram發布一篇道歉文，但文中卻指控蔡阿嘎旗下之公司有鉅額逃稅、賺黑心錢、販售原料來源不透明之產品等情形，並同時稱蔡阿嘎利用自己身為網紅之影響力培養網軍、帶動社會輿論風向。對此，蔡阿嘎隨即透過其律師發表正式聲明，指責蘿拉所言皆非事實，並將追究其法律責任。其妻李佩潔亦發文表示震驚，並稱蘿拉所為「令人難受」。
隨後，蔡阿嘎於其YouTube頻道上公開了一支名為「討債全紀錄」的影片，進一步揭露事件細節。影片中，蔡阿嘎及其團隊指控蘿拉涉嫌利用AB合約進行詐騙，涉案金額超過千萬。影片還顯示蘿拉的住處被登記為一間共享工作室，且與其詐騙行為相關的線索逐步曝光。影片中，旁白說了一句「房東知道情況還讓她住，真的不是個聖人」引發網友熱議。經過網友調查，發現該共享工作室的房東正是聖結石所經營的「不是聖人股份有限公司」。

### 2025年
1月2日，聖結石針對被捲入蘿拉詐騙案一事，在社群平台發文進一步說明。他承認蘿拉曾使用其名下公司「不是聖人股份有限公司」管理的共享工作室，並解釋這是基於雙方於2024年5月18日簽署的投資合約。合約規定，蘿拉作為投資者之一，在兩年內享有共享工作室的使用權，不得退股。聖結石強調，依《刑事訴訟法》第154條第1項明定「無罪推定原則」，除非蘿拉受法院為有罪判決，否則便無任何理由強行終止她的使用權。但若蘿拉經法院審判有罪，亦將不予偏袒，並會將其驅逐。
此外，聖結石透露，在事件尚未被揭露之前，蘿拉一直利用共享工作室進行辦公、開會及私人聚餐活動。對於外界質疑其是否包庇蘿拉的行為，聖結石堅稱自己對蘿拉的具體行為毫不知情。他表示，在12月31日蘿拉於Instagram承認不法行為之前，他無法以任何理由干涉她對空間的使用。
1月6日，蔡阿嘎於頻道上傳影片，公開駁斥蘿拉於道歉聲明中之指控實屬子虛烏有，同時呼籲蘿拉坦誠面對司法、承擔應盡責任，勿以烏賊戰術混淆社會大眾視聽。
1月7日，蔡阿嘎改編網路當紅歌曲〈帕拉梅拉〉，依原曲調重新填詞為〈還錢蘿拉〉，諷刺蘿拉拖欠債務、吸食毒品等違法行為，並上傳演唱歌曲的影片至其YouTube頻道。
3月11日，蔡阿嘎於頻道上傳影片，詳細說明了對蘿拉進行的第二次強制執行過程。影片顯示，蔡阿嘎與妻子二伯於2024年12月30日再度帶人前往蘿拉住處，因預料對方可能拒絕開門，特別請來鎖匠到場。進入住處後，他們發現蘿拉的房間廁所上鎖，屋內卻傳來貓咪聲音，確認蘿拉躲藏其中。僵持一段時間後，蘿拉才開門，聲稱自己感染A型流感需隔離，試圖迴避討債行動。
影片中，蔡阿嘎表示，他們在蘿拉房內搬走值錢物品，包括電器、精品與名酒，作為債務抵押。然而，過程中警方介入搜索，並在蘿拉床頭櫃內發現電子菸與二級毒品「依托咪酯」（俗稱喪屍煙彈）。影片顯示，蘿拉起初否認，後來才承認菸彈屬於她，但又強調：「如果一定要有人承認，那我承認，但這些東西不是我的。」此說法引發外界關注。警方當場檢測菸彈，確認含有毒品成分，並進一步展開調查。
此外，蔡阿嘎在影片中透露，截至2025年1月13日，蘿拉僅透過法院強制執行與資產扣押方式被動償還約80萬元，其中約40萬元來自股票扣押，30萬元為其友人透過法院代為支付，並非蘿拉自願還款。相較於她透過AB合約斂財的3000萬元，償還金額仍有極大落差。影片最後，蔡阿嘎表示，已掌握蘿拉試圖抹黑他的資訊，並強調將繼續透過法律手段追討欠款。
他透露，蘿拉在討債過程中試圖拖延時間，並透過電話召來「救兵」，其中一名女性自稱是屋主的親戚，另一名男性則表示屋主是他的姪女。隨後，有媒體報導該房產登記在YouTuber聖結石的公司名下，間接證實「救兵」實為聖結石的姻親，包括其岳母及妻子的叔叔（或舅舅）。
對此，聖結石於社群媒體上發表聲明，強調自己與蘿拉及這些姻親並無關聯，並感謝蔡阿嘎「幫了一個大忙」，曝光了這些人的問題。他進一步表示，這些親屬過去曾涉及多起爭議行為，自己曾試圖勸阻但未果，甚至考慮對其提告。他同時提醒公眾，若有人以他的名義借錢或操作加密貨幣，應提高警覺並直接報警。

## 備註
1. ↑  「AB合約」通常出現在房地產交易中，指建商製作兩份不同合約：一份是高價的假合約，用以抬高房價、申請房貸並拉抬實價登錄；另一份是真合約，記錄實際交易價格，由建商與買方簽訂。其中，假合約通常透過折讓或退款方式，讓買家以實際價格完成交易。此次事件的主要涉案人林沛蓁，則是利用自己身為公司對外窗口的職務之便，與外部廠商談案，先於自家公司擬定A合約，再與另一家公司簽訂B合約，並使用B公司的發票向廠商請款，最後藉由合約差額牟取暴利。依現行法，房地產業者若有使用AB合約的方式獲取不當利益，除違背《平均地權條例》與《稅捐稽徵法》等相關法令規定外，亦可能觸犯《中華民國刑法》第210條「偽造私文書罪」、第214條「使公務員登載不實罪」及第339條「詐欺背信及重利罪」。
2. ↑  此處所提及之本名與暱稱，係參考當事人之Instagram個人頁面。